# Гамбит Гулам Кассима
Гамбит Гулам Кассима — шахматный дебют, разновидность принятого королевского гамбита, начинающаяся ходами: 
 1. e2-e4 e7-e5 
 2. f2-f4 e5:f4 
 3. Кg1-f3 g7-g5 
 4. Сf1-c4 g5-g4 
 5. d2-d4.
В различных источниках также встречаются следующие варианты написания: «Гамбит Гулама Кассима», «Гамбит Гулама-Кассима», «Гамбит Гулем-Кассима».

## История
Дебют назван по имени индийского шахматиста XIX века Гулам Кассима, опубликовавшего анализ данного продолжения королевского гамбита в своей книге, изданной в Мадрасе в 1826 году. Впоследствии гамбит успешно применял американский шахматист Пол Морфи.

## Варианты
- 5. …g4:f3 — основное продолжение.
  - 6. Cc1:f4 d7-d5! 7. Сc4:d5 Кg8-f6
  - 6. Фd1:f3 d7-d5! 7. Сc4:d5 Кg8-f6 8. 0-0 c7-c6
    - 9. Сd5:f7+ Крe8:f7 10. Фf3:f4 Сf8-g7 11. e4-e5 Лh8-f8 12. e5:f6 Крf7-g8 — у чёрных решающий перевес.
    - 9. Кb1-c3 c6:d5 10. e4:d5 Сf8-g7

## Примерная партия
- Пол Морфи — Г.Конвей, Нью-Йорк 1859

1. e2-e4 e7-e5 2. f2-f4 e5:f4 3. Кg1-f3 g7-g5 4. Сf1-c4 g5-g4 5. d2-d4 g4:f3 6. Фd1:f3 Сf8-h6?! 7. 0-0 Кg8-e7? 8. Сc1:f4 Сh6:f4 9. Сc4:f7+! Крe8:f7 10. Фf3:f4+ Крf7-g7 11. Фf4-f6+ Крg7-g8 12. Фf6-f7х